# Desfluran
Desfluran (1,2,2,2-tetrafluoroethyl Difluoromethyl ether) là một methyl ethyl ether có hàm lượng fluor hóa cao được sử dụng để duy trì gây mê toàn thân. Giống như halothan, enfluran và isofluran, nó là một hỗn hợp racemic của các đồng phân quang học (R) và (S) (enantiomers). Cùng với sevofluran, hợp chất này đang dần thay thế isofluran cho con người ngoại trừ ở những khu vực chưa phát triển về kinh tế, nơi chi phí cao của nó không được sử dụng. Desfluran có tác dụng khởi phát và bù nhanh nhất trong các thuốc mê dễ bay hơi được sử dụng cho gây mê toàn thân do độ hòa tan trong máu thấp.
Một số nhược điểm của desfluran là hiệu lực thấp, độ cay và giá thành cao (mặc dù ở tốc độ khí tươi chảy thấp, chênh lệch chi phí giữa desfluran và isofluran dường như không đáng kể ). Hợp chất này có thể gây nhịp tim nhanh và khó chịu đường thở khi dùng ở nồng độ lớn hơn 10 vol%. Do sự khó chịu đường thở này, desfluran thường xuyên được sử dụng để gây mê thông qua các kỹ thuật hít.
Mặc dù nó bay hơi rất dễ dàng, desfluran là một chất lỏng ở nhiệt độ phòng. Máy gây mê được trang bị một bộ phận hóa hơi gây mê chuyên dụng làm nóng desfluran lỏng đến nhiệt độ không đổi. Điều này cho phép tác nhân có sẵn ở áp suất hơi không đổi, phủ nhận các tác động dao động nhiệt độ môi trường xung quanh sẽ làm tăng nồng độ của nó vào dòng khí tươi của máy gây mê.
Desfluran, cùng với enfluran và ở mức độ thấp hơn isofluran, đã được chứng minh là phản ứng với chất hấp thụ carbon dioxide trong các mạch gây mê để tạo ra mức độ carbon monoxide có thể phát hiện được thông qua sự xuống cấp của tác nhân gây mê. Baralyme CO2 chất hấp thụ, khi được sấy khô, có khả năng nhất để sản xuất carbon monoxide từ sự thoái biến của desfluran, mặc dù nó cũng được nhìn thấy với chất hấp thụ vôi soda. Điều kiện khô trong chất hấp thụ carbon dioxide có lợi cho hiện tượng này, chẳng hạn như những điều kiện do dòng khí tươi cao.

## Dược lý
Desfluran được biết đến như là một bộ điều biến biến cấu dương tính của các GABA A và glycine, và như một bộ điều biến biến cấu âm tính của thụ thể acetylcholine nicotinic, kênh ion phối tử.

## Tính chất vật lý
| Điểm sôi:                 | 23,5 °C hoặc 74.3 °F | (tại 1 atm) |           |
| Tỉ trọng:                 | 1.465 g / cm³        | (ở 20 °C)   |           |
| Trọng lượng phân tử:      | 168                  |             |           |
| Áp suất hơi:              | 88,5 kPa             | 672 mmHg    | (ở 20 °C) |
|                           | 107 kPa              | 804 mmHg    | (ở 24 °C) |
| Máu: Hệ số phân chia khí: | 0,42                 |             |           |
| Dầu: Hệ số phân chia khí: | 19                   |             |           |
| MAC:                      | 6%                   |             |           |

## Tiềm năng nóng lên toàn cầu
Desfluran là một loại khí nhà kính. Tiềm năng nóng lên toàn cầu trong hai mươi năm, GWP (20), đối với desfluran là 3714, có nghĩa là một tấn desfluran phát ra tương đương với 3714 tấn carbon dioxide trong khí quyển, cao hơn nhiều so với sevofluran hoặc isofluran. Ngoài tiềm năng nóng lên toàn cầu, hiệu lực của thuốc và tốc độ dòng khí tươi phải được xem xét để so sánh có ý nghĩa giữa các khí gây mê. Khi một lượng thuốc gây tê ổn định hàng giờ cần thiết cho 1 nồng độ phế nang tối thiểu (MAC) ở mức 2 lít mỗi phút (LPM) đối với Sevoflurane và 1 LPM đối với desfluran và isofluran có thể được cân bằng lâm sàng được so sánh. Trên cơ sở mỗi giờ MAC, tổng tác động GHG của vòng đời của desfluran cao hơn 20 lần so với isofluran và Sevoflurane (1 nồng độ phế nang tối thiểu- giờ). Một bài báo tìm thấy khí gây mê được sử dụng trên toàn cầu đóng góp tương đương với 1 triệu ô tô vào sự nóng lên toàn cầu. Ước tính này thường được trích dẫn là một lý do để bỏ qua phòng ngừa ô nhiễm bởi các bác sĩ gây mê, tuy nhiên điều này là có vấn đề. Ước tính này được ngoại suy từ chỉ một thực hành gây mê của tổ chức Hoa Kỳ và tổ chức này sử dụng hầu như không có desfluran. Các nhà nghiên cứu đã bỏ qua việc đưa oxide nitơ vào tính toán của họ và báo cáo trung bình sai 17 kg CO2 mỗi lần gây mê. Tuy nhiên, các tổ chức sử dụng một số Desfluran và chiếm oxide nitơ đã báo cáo trung bình 175–220 kg CO2 mỗi lần gây mê. Do đó, nhóm của Sulbaek-Anderson có thể đánh giá thấp tổng đóng góp của thuốc gây mê hít trên toàn thế giới, nhưng vẫn ủng hộ việc ngăn chặn khí thải gây mê.